# Luca della Robbia
Luca Della Robbia, florentinski keramik, kipar in zlatar, * okoli 1400, Firence (danes Italija), † 20. februarja 1482, Firence.

## Življenje
Luca se je rodil v središču Firenc, kjer je stanoval v razširjeni družini, skupaj s strici in bratranci. Zelo zgodaj je vstopil kot vajenec v zlatarsko delavnico, kakor je bilo tedaj v navadi za bodoče umetnike. Pokazal je izredno nadarjenost za risanje in oblikovanje, vendar se njegova dela tega obdobja niso ohranila. Leta 1414 je kot vajenec mojstra Nanni di Banco sodeloval pri oblikovanju četrtih vrat florentinske katedrale (Duomo di Firenze), imenovanih Porta della Mandorla. Naslednjega leta je skupaj z dvema kolegoma obiskal Benetke, kjer se je seznanil z izdelovanjem stekla, mozaika in terakote. Po smrti Nannija di Banco se je Luca vključil v Donatellovo delavnico, kjer je spoznal prijatelja Brunelleschija.
Leta 1432 se je Luca vpisal v ceh obdelovalcev kamna in lesa in s tem postal poklicni kipar. Njegovi študiji so pa bili usmerjeni v keramiko (terracotto), natančneje v postopek za njeno posteklenitev. Izdelki iz njegove posteklenjene gline so postali v kratkem zelo priljubljeni in leta 1440 mu je Piero de' Medici naročil več del. Zaradi večje zaposlenosti je skupaj z bratom Markom kupil večjo hišo v predmestju, ki je bila razen stanovanja za vso družino tudi delavnica, v kateri so ustvarjali tako Luca in Marco, kot tudi Marcovi sinovi, predvsem Andrea. Ta hiša je bila delavnica umetnikov Della Robbia tudi za naslednje generacije, dokler ni bila porušena leta 1859, ko je bila tod speljana Via Nazionale, danes ena od glavnih mestnih ulic. Po Marcovi smrti je Luca posinovil njegovih šest sinov. Vsi so sodelovali pri izdelovanju keramike, Andrea je bil pa umetnik in je ustvarjal tako v sodelovanju s stricem, kot tudi konkurenčno z njim. Eden od njegovih sinov, Giovanni, je pozneje nadaljeval umetniško tradicijo.

## Delo
Luca Della Robbia je bil že kot vajenec poznan po čisti in natančni izvedbi dela, ki je bila značilna za potankosti njegove umetnosti. Bil je rafiniran kipar, kar je razvidno predvsem v njegovih madonah, ki sploh ne zaostajajo za deli drugih velikih mojstrov tiste dobe, na primer Donatella. Žal ni ostalo mnogo od njegovih zlatarskih del, medtem ko se je ohranilo veliko izdelkov iz posteklenjene gline, ki so bili takrat deležni največjega uspeha. Sploh je bil Della Robbia na področju keramike dejanski izumitelj glazure, ki je ne samo dovoljevala barvanje reliefov, temveč je predvsem zagotavljala trajno zaščito izdelkov pred vremenskimi spremembami, kar je dovoljevalo njihovo uporabo tudi na zunanjosti palač in spomenikov. Sprva je bila posteklitev samo bele in modre barve, potem so se uporabile tudi vse druge barve, posebno v delih poznejših umetnikov. Družina Della Robbia je sicer sodelovala z velikimi umetniki tistega časa pri posteklitvi njihovih del, na primer z Brunelleschijem in Michelozzom, vendar je nekatere faze postopka razkrivala samo svojim članom. Celotni postopek posteklitve je postal dostopen javnosti šele s pomočjo moderne kemije.
- Cerkveni kor (1431–1438)
- Marija z Detetom, tempera (1431)
- Vstajenje (1440)
- Vnebohod (1442–1445)
- Ciborij (1443)
- Marija na obisku pri Elizabeti (1445)
- Marija z Detetom z napisom (1446–1449)
- Mesec november v kabinetu Piera de' Medici (1450–1456)
- Znamenje ceha zdravnikov in zeliščarjev (?)
- Luneta nad vrati (1470-75 ca.)